# Пилипенко, Анастасия Олеговна
Анастасия Олеговна Пилипенко (урожд. Виноградова) (род. 13 сентября 1986, Алма-Ата) — казахстанская легкоатлетка (бег на 100 м с барьерами), мастер спорта Республики Казахстан международного класса. Участница трёх Олимпиад (2008, 2012, 2016).

## Биография
Родилась в Алма-Ате в семье спортсменов. Мать — мастер спорта СССР, обладательница Кубка страны, трехкратная чемпионка мира среди спортсменов-железнодорожников на дистанциях 100 метров, 100 метров с барьерами и в эстафете 4×100 метров Елена Виноградова. Отец — Олег Михайлович Виноградов — выпускник института имени Лесгафта, выступал за сборную Казахстана в спринте, на чемпионате Союза в эстафетном беге, представляя спортивное общество «Локомотив», в котором проработал более сорока лет. Олег Михайлович на тренерском мостике воспитал более десяти мастеров спорта СССР и Республики Казахстан.
Спортом занимается с 10 лет. Тренеры Виноградов Олег Михайлович и Вилкина Татьяна Юрьевна.
Выпускница школы-интерната для особо одаренных в спорте детей имени Каркена Ахметова. Окончила биологический факультет КазНУ имени Аль-Фараби по специальности «экология».
Муж — прыгун с шестом, мастер спорта международного класса и член национальной сборной Казахстана Артём Пилипенко.
На Спартакиаде РК показала время 12,99 и выполнила олимпийский норматив.
Неоднократная чемпионка Казахстана в барьерном и спринтерском беге, рекордсменка страны на дистанции 200 метров — 23,00.
На Азиатских играх в закрытых помещениях в Макао Анастасия выиграла бронзовую медаль в беге на 60 метров с барьерами.
На Олимпиаде 2008 в Пекине была 17-й со временем 11,99 с (на 0,01 с больше проходного в полуфинал).
На Олимпиаде 2012 в Лондоне была лишь 38-й со временем 13,77.

## Основные результаты
| Год       | Соревнование               | Место проведения | Место     | Дисциплина                  | Результат |
| Казахстан | Казахстан                  | Казахстан        | Казахстан | Казахстан                   | Казахстан |
| --------- | -------------------------- | ---------------- | --------- | --------------------------- | --------- |
| 2003      | Юношеский чемпионат мира   | Шербрук          | 22        | 100 м с барьерами (76.2 см) | 14,39     |
| 2005      | Универсиада                | Измир            | 23        | 100 м с барьерами           | 14,42     |
| 2006      | Азиатские игры             | Доха             | 5         | 100 м с барьерами           | 13,30     |
| 2007      | Универсиада                | Бангкок          | 4         | 100 м с барьерами           | 13,12     |
| 2007      | Чемпионат мира             | Осака            | 42        | 100 м                       | 11,69     |
| 2007      | Зимние Азиатские игры      | Макао            | 3         | 60 м с барьерами            | 8,48      |
| 2008      | Олимпийские игры           | Пекин            | 17        | 100 м с барьерами           | 12,99     |
| 2012      | Олимпийские игры           | Лондон           | 38        | 100 м с барьерами           | 13,77     |
| 2013      | Чемпионат Азии             | Пуна             | 4         | 100 м с барьерами           | 13,71     |
| 2014      | Чемпионат Азии в помещении | Ханчжоу          | 2         | 60 м с барьерами            | 8,27      |
| 2014      | Чемпионат мира в помещении | Сопот            | 27        | 60 м с барьерами            | 8,27      |
| 2014      | Азиатские игры             | Инчхон           | 8         | 100 м с барьерами           | 13,73     |
| 2015      | Чемпионат Азии             | Ухань            | 2         | 100 м с барьерами           | 13,33     |
| 2016      | Олимпийские игры           | Рио-де-Жанейро   | 39        | 100 м с барьерами           | 13,29     |